# Troostite

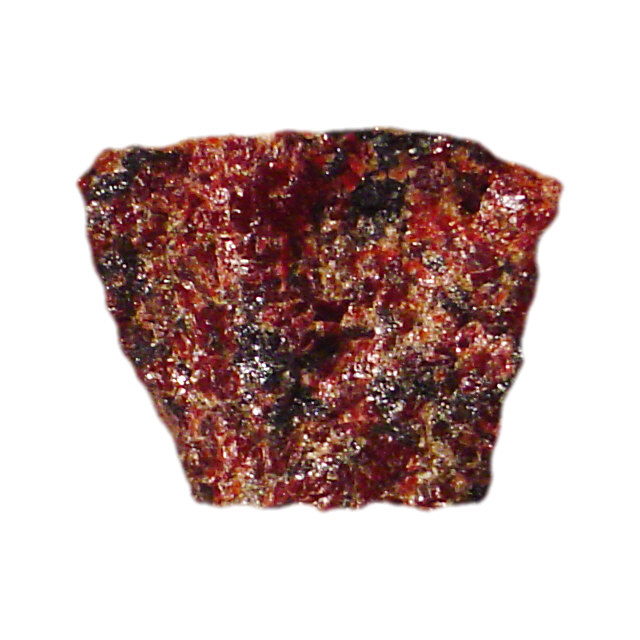
Variété troostite de Willémite

La troostite est un constituant de l'acier issu de la transformation de l’austénite par diffusion suivant le même mécanisme que celui de la perlite mais pour des vitesses de refroidissement plus rapides. Ce terme est donc utilisé pour désigner une forme particulière de perlite.
La troostite est formée de lamelles très minces, en éventail, de ferrite et de cémentite. Plus la température de formation est basse, plus l’épaisseur des lamelles diminue. Elle se retrouve sous la forme de nodules plus ou moins ronds et de couleur sombre situés au joint des anciens grains d’austénite.
Les propriétés mécaniques de la troostite sont intermédiaires entre celles de la perlite et de la bainite.
Elle est nommée d'après le chimiste français Louis Joseph Troost.